# Jamie Reid
Jamie Reid   (Croydon, 16 de gener de 1947 - Liverpool, 8 d'agost de 2023) va ser un artista visual i anarquista anglès vinculat al moviment situacionista. És conegut per haver definit la imatge estètica del punk rock a Anglaterra. La seva obra ha estat exposada en galeries de Glasgow, Liverpool i altres ciutats internacionals.

## Biografia

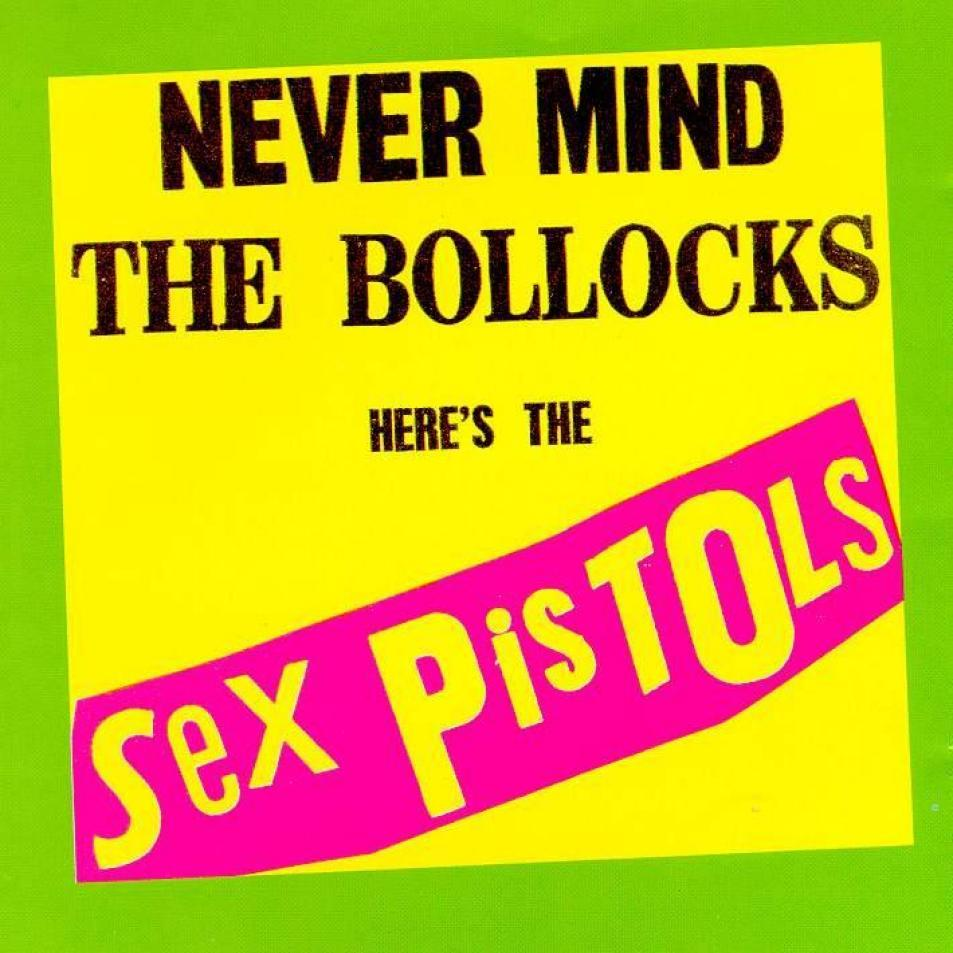
Logotip de Sex Pistols, disseny de Reid (1977)

Nascut a Londres el 1947, Reid va estudiar a la Wimbledon Art School i més endavant a la Croydon Art School, on va conèixer a Malcolm McLaren, que després es convertiria en el mànager de Sex Pistols.
Reid treballà amb retalls de diari amb què unia tipografies estilísticament diverses, i feia servir una gamma de colors plans i àcids. Fou el dissenyador de Suburban Press, una revista política radical que va dirigir durant cinc anys. Els seus treballs més coneguts són l'àlbum Never Mind the Bollocks, Here's the Sex Pistols i els senzills «Anarchy in the U.K.» i «God Save the Queen». Aquest últim encàrrec, Reid el basà en una fotografia de Cecil Beaton de la reina Elisabet II.